# Dimokratiki Aristera
Die Dimokratiki Aristera (DIMAR, griechisch Δημοκρατική Αριστερά (ΔΗΜΑΡ), Demokratische Linke) ist eine gemäßigt linksgerichtete griechische Partei. Nachdem sie 2012 zweimal den Einzug ins griechische Parlament erreicht hatte, scheiterte sie im Januar 2015 in einem Wahlbündnis mit der grünen Partei Prasini deutlich an der 3-Prozent-Hürde. Im September 2015 kandidierte sie im Wahlbündnis mit der PASOK und zog entsprechend wieder in das Parlament ein.

## Gründung
Die DIMAR entstand als Abspaltung von der radikaleren Koalition der Linken der Bewegungen und Ökologie Synaspismos im Juni 2010, als 550 Mitglieder des gemäßigten Flügels des Synaspismos, unter ihnen vier Parlamentsabgeordnete, die Linkskoalition verließen.

## Grundsätze
Die programmatischen Grundsätze der Dimokratiki Aristera sind:
- Demokratischer Sozialismus
- Europäertum
- Reformismus
- Ökologisches Bewusstsein

Die Partei will Griechenland in der Europäischen Union und der Euro-Zone halten. 

## Geschichte der Partei seit der Wahl 2012
Nach der Wahl im Mai 2012 erklärte sie sich in diesem Sinne bereit, eine Koalition mit der PASOK und der Nea Dimokratia einzugehen. Dabei stellte DIMAR jedoch die Bedingung, dass auch SYRIZA daran beteiligt wird, weshalb die Koalitionsgespräche scheiterten. Der Vorsitzende von SYRIZA, Alexis Tsipras, verweigerte sich, da der Sparkurs durch die Wahlen vom Volk abgelehnt worden sei.
Während die früheren Regierungsparteien PASOK und (seit November 2011) Nea Dimokratia für die Fortsetzung der Austeritätspolitik eintraten, die übrigen Parteien (SYRIZA, KKE, Anexartiti Ellines, Chrysi Avgi) diese entschieden ablehnten, nahm DIMAR eine vermittelnde Stellung ein. Nachdem die Partei im Mai 2012 eine Koalition mit ND und PASOK noch abgelehnt hatte, wenn sich nicht auch Syriza beteiligt, schloss Kouvelis im anschließenden Wahlkampf eine solche Koalition nicht völlig aus. Nach der Wahl im Juni 2012 vereinbarte DIMAR mit ND und PASOK eine Unterstützung der von Andonis Samaras geführten Regierung, ohne allerdings selbst Minister zu stellen und unter der Voraussetzung, dass die Vereinbarungen mit EU, EZB und IWF im Sinne einer Abmilderung verhandelt werden.
Nachdem Ministerpräsident Samaras die Schließung der staatlichen Radio- und Fernsehanstalt ERT angeordnet hatte, ohne sich mit seinen Koalitionspartnern abzusprechen, beschloss DIMAR bereits am 21. Juni 2013, die Regierungskoalition zu verlassen. Der parteilose Minister für die Verwaltungsreform, Andonis Manitakis, und der Justizminister Andonis Roupakiotis, die jeweils von der DIMAR nominiert worden waren, kündigten ihren Rücktritt an.
Bei der Europawahl 2014 erhielt die Partei nur 1,20 % der Stimmen und damit keine Mandate. Zur vorgezogenen griechischen Parlamentswahl im Januar 2015 trat DIMAR in einem Wahlbündnis mit der grünen Partei Prasini an, scheiterte aber mit 0,49 Prozent der Stimmen deutlich an der 3-Prozent-Hürde. Auf dem 4. Parteitag im Juni 2015 wurde Thanasis Theocharopoulos zum Vorsitzenden gewählt, Fotis Kouvelis stand nicht mehr für das Amt zur Verfügung.
Die Parteivorsitzenden Theocharopoulos und Fofi Gennimata von der PASOK erklärten die Zusammenarbeit beider Parteien für die vorgezogene Parlamentswahl am 20. September 2015 auf einer gemeinsamen Kandidatenliste als Dimokratiki Symbarataxi (Δημοκρατική Συμπαράταξη).
Wahlergebnisse
| Parlamentswahl Mai 2012 | 6,11 | 19 | 386.394 | Fotis Kouvelis           |
| Parlamentswahl Juni 2012 | 6,25 | 17 | 384.971 | Fotis Kouvelis           |
| Europawahl 2014 | 1,20 | —  | 68.698  | Fotis Kouvelis           |
| Parlamentswahl Januar 2015 | 0,49 | —  | 30.074  | Fotis Kouvelis           |
| Parlamentswahl September 2015 (Wahlbündnis mit PASOK) | 6,28 | 17 | 341.390 | Thanasis Theocharopoulos |
| Quellen: Griechisches Parlament (Wahlen 1974–2012), Europawahl 2014 Griechisches Innenministerium (Wahl 2012 (Juni)) Griechisches Innenministerium (Wahl 2015 (Januar)) Griechisches Innenministerium (Wahl 2015 (September)) |      |    |         |                          |